# Чачба, Сустар
Сустар (груз. სუსტარ შარვაშიძე) — владетельный князь Абхазии, из рода Шервашидзе (Чачба), правивший в 1640—1665 годах. После смерти в 1659 году Левана II и ослабления Мингрелии вёл с ней успешную войну. Племянник умершего правителя Минрелии — Леван III (правил в 1661—1680 годах) — не смог противостоять наступлению абхазского князя, на помощь которому пришли отряды шапсугов, убыхов и других адыгских народов.